# Urftella
Urftella is een geslacht van uitgestorven kreeftachtigen uit de klasse van de Ostracoda (mosselkreeftjes).

## Soort
- Urftella adamczaki Becker, 1970 †